# El Paraíso, Sabanilla
El Paraíso är en ort i Mexiko.   Den ligger i kommunen Sabanilla och delstaten Chiapas, i den sydöstra delen av landet, 700 km öster om huvudstaden Mexico City. El Paraíso ligger 537 meter över havet och antalet invånare är 1 081.
Terrängen runt El Paraíso är bergig åt nordost, men åt sydväst är den kuperad. El Paraíso ligger nere i en dal. Runt El Paraíso är det ganska tätbefolkat, med 104 invånare per kvadratkilometer. Närmaste större samhälle är Simojovel de Allende, 9,6 km sydväst om El Paraíso. I omgivningarna runt El Paraíso växer i huvudsak städsegrön lövskog.